# Hiromi Endo
Endo Hiromi (22 febbraio 1993) è una judoka giapponese.

## Palmarès
- Campionati asiatici

Abu Dhabi 2011: oro nei 48 kg;
Bangkok 2013: oro nei 48 kg.
- Campionati mondiali juniores

Parigi 2009: argento nei 48 kg;
Città del Capo 2011: oro nei 48 kg.
- Campionati mondiali cadetti

Budapest 2009: oro nei 48 kg.

### Vittorie nel circuito IJF
| Data              | Località     | Paese    | Categoria    |
| ----------------- | ------------ | -------- | ------------ |
| 25 maggio 2013    | Tjumen'      | Russia   | World Master |
| 25 giugno 2016    | Budapest     | Ungheria | Grand Prix   |
| 29 settembre 2017 | Zagabria     | Croazia  | Grand Prix   |
| 23 febbraio 2018  | Ekaterinburg | Russia   | Grand Slam   |
| 27 luglio 2018    | Budapest     | Ungheria | Grand Prix   |